# (1179) Mally
(1179) Mally es el asteroide número 1179, en el cinturón principal. Fue descubierto por el astrónomo Max Wolf desde el observatorio de Heidelberg, el 19 de marzo de 1931. Su designación alternativa es 1931 FD. Está nombrado en honor de la nuera del descubridor.